# Piuttosto che
"Piuttosto che" è una locuzione congiuntiva della lingua italiana. È tipica della coordinazione sostitutiva, nella quale una proposizione ne nega un'altra in modo totale e la sostituisce. Nell'uso della lingua italiana, equivale, quindi, ad anziché.
A partire dagli anni novanta del XX secolo, nel Settentrione d'Italia, l'espressione ha subito un'estensione di significato rispetto alla lingua standard, con slittamento verso l'uso disgiuntivo (una proposizione disgiuntiva o alternativa è una proposizione coordinata o subordinata che introduce un'alternativa alla proposizione principale): infatti, essa è usata di frequente nel senso di oppure, in quanto alcuni parlanti la usano per costruire frasi come «mangio mele piuttosto che pere», volendo così comunicare il significato di «mangio mele oppure pere» e non più «mangio mele anziché pere». L'esito può essersi prodotto a partire dal rafforzamento della congiunzione «o» con l'aggiunta dell'avverbio «piuttosto» («mangio mele o piuttosto pere»). L'impiego di piuttosto che nel senso di oppure, inizialmente di carattere snob, è divenuto un fenomeno sociolinguistico dilagante, che ha assunto la natura di moda, godendo in questo del favore derivantegli dal prestigio che molti parlanti attribuiscono ai costumi linguistici settentrionali.
Grammatici e lessicografi considerano questo uso come improprio, ambiguo e semanticamente deviato, anche se trae origine dalle parlate altolocate settentrionali, nelle quali era già diffuso oltre un decennio prima della sua affermazione nel resto d'Italia. Il giudizio di linguisti e altri cultori dell'italiano è quindi negativo, specie per la carica d'ambiguità che l'espressione possiede e che può spingersi fino a provocare un completo nonsenso. Anche molti comuni parlanti ne deprecano l'uso.
Il fenomeno è giunto a rappresentare un paradigma di certi abusi grammaticali nell'italiano contemporaneo neostandard, tanto da essere richiamato nel titolo di pubblicazioni dedicate ai più diffusi errori e linguistici.

## Questione linguistica
La deviazione neostandard consistente nell'uso disgiuntivo di «piuttosto che» ricorre in comunicazioni a volte prolisse, specie in presenza di una ricorsività sintattica che in italiano è invece affidata alle congiunzioni «o» e «oppure»: si avverte quindi in costrutti come «Penso che domani andrò al cinema, piuttosto che a teatro, piuttosto che al vernissage. Non ho ancora deciso», o «Posso andare a ballare, piuttosto che prendere una pizza con gli amici, piuttosto che fare un giro in moto...». In casi simili il parlante intende le diverse opzioni come alternative più o meno indifferenti. In base all'uso standard consolidato da secoli nella tradizione grammaticale italiana, invece, la frase va intesa in senso comparativo, nel senso, cioè, che il normale parlante preferisce la prima ipotesi (andare al cinema) alle altre due. Si deve inoltre notare che l'uso standard neppure consente la reiterazione di «piuttosto che».
Nei casi più blandi, questa maniera di esprimersi comporta una semplice ambiguità semantica che l'ascoltatore può risolvere valutandone il significato in base al contesto linguistico in cui l'espressione è usata. Tuttavia, l'interlocutore può senz'altro percepire un significato divergente dalle reali intenzioni del parlante (nell'esempio precedente, «Penso che andrò al cinema, invece che a teatro o al vernissage»), mentre nei casi più gravi può prodursi un vero e proprio nonsenso.
La formulazione della frase risulta dunque ambigua, e per la sua comprensione è indispensabile interpretare bene il contesto in cui viene pronunciata. Nessun aiuto può venire da una diversa intonazione, dato che tra la forma standard e quella neostandard non sembrano esistere differenze di prosodia.
L'uso di «piuttosto che» in funzione disgiuntiva è perciò deprecato dai linguisti: non per ostilità preconcetta a un'innovazione, ma perché tale slittamento di significato è portatore di un'ambiguità sostanziale che pregiudica la funzione del linguaggio. Quest'ambiguità è ancor più deprecabile quando il parlante vi indulge in ambiti settoriali come quello scientifico o giuridico, nei quali è cruciale la «congruenza e univocità» di lessico e terminologia.

## Fenomeno sociolinguistico

### Origine e diffusione
Il «piuttosto che» disgiuntivo è un fenomeno sociolinguistico che, da un punto di vista diamesico, nasce senz'altro dal linguaggio parlato, ma non germoglia dall'italiano popolare, bensì da un terreno iniziale (probabilmente ristretto) di ambienti agiati del settentrione.
Il fenomeno è ritenuto un prodotto degli anni novanta del Novecento, anche se esiste sicura testimonianza di un uso disgiuntivo di «piuttosto che» limitato al ceto medio torinese già nei primi anni 1980. Sembra che l'uso si sia propagato da un centro di irradiazione lombardo o circoscritto a Milano. Più genericamente, comunque, gli si può riconoscere un epicentro settentrionale. Alla fine del XX secolo i linguisti lo avvertivano come un uso limitato all'ambito delle parlate settentrionali e del Canton Ticino.
La diffusione ulteriore del vezzo linguistico sarebbe stata favorita da una «certa aura di prestigio» che alcuni parlanti, imitandolo, gli hanno accordato semplicemente, come spesso a avviene, per la sua origine geografica settentrionale.
Come in altri casi (si veda l'espressione «assolutamente sì»), un ruolo fondamentale ha svolto poi l'influenza dei principali mezzi di comunicazione, ormai assurti ad arbitri delle tendenze nell'evoluzione dell'italiano: una certa venatura di snobismo insita nell'espressione potrebbe averne favorito l'accoglimento da parte di conduttori e giornalisti televisivi o radiofonici, che l'hanno poi trasformata in fenomeno virale, rendendola un tormentone.
Una possibile scia del fenomeno emerge da sporadici segni di un appiattimento semantico sul significato disgiuntivo che inizia ad affliggere anche la congiunzione «anziché».

### Cause
La dinamica dell'evoluzione non è chiara, ma può essere ricostruita ipotizzando che, in una prima fase, sia avvenuto il rafforzamento della congiunzione «o» con l'avverbio «piuttosto» («mangio mele o piuttosto pere») e che, in seguito, si sia verificata la sostituzione del corretto «o piuttosto» con l'errato «piuttosto che».

### Critiche
L'abuso di «piuttosto che» in funzione disgiuntiva è all'origine di stroncature come quella decretata nel 2003 dai lettori del Il Sole 24 Ore nel gioco linguistico Parole da buttare, in cui l'espressione si classificò al quarto posto, preceduta da «quant'altro», «assolutamente sì» e «un attimino». Concludendo l'inchiesta sull'inserto domenicale del quotidiano, il glottoteta Diego Marani, in modo drastico, classificò  il «piuttosto che» disgiuntivo come un'espressione del tutto priva, dal punto di vista semiotico, di contenuti comunicativi, in quanto tale classificabile, al pari del berlusconiano «mi consenta», tra gli strumenti inutili del lessico di Porta a porta: mere formule verbale utili a «tenere il microfono», ma "con uno spessore semantico equivalente a quello di un grugnito".
Alcuni studiosi classificano l'espressione tra i modismi: essa apparterrebbe a un novero di «voci, espressioni, formule, intercalari, accomunati proprio dalla grandissima diffusione di cui godono in un determinato (di solito breve) periodo». Queste, «nel periodo di massima fortuna rimbalzano continuamente dal parlato allo scritto (e viceversa) e riescono a infiltrarsi nei contesti più svariati, passando presto dall'uso all'abuso». Il loro successo, che alcuni ritengono effimero, farebbe parte di un processo di creazione dal basso di una «lingua di plastica».
Contro l'abuso dell'espressione «piuttosto che» si registra, tuttavia, anche un fenomeno di mobilitazione «dal basso», attraverso campagne promosse da utenti di Internet, mediante la creazione di gruppi Facebook e la pubblicazione di video su YouTube.